# Rosa Conde
Rosa Conde Gutiérrez del Álamo  (Ronda, Málaga, 7 de septiembre de 1947) es una socióloga y política española. En 1987-88 fue directora del Centro de Investigaciones Sociológicas (CIS). En 1988 fue nombrada ministra portavoz del Gobierno convirtiéndose en una de las dos mujeres —junto a Matilde Fernández— en formar parte de un ejecutivo socialista tras seis años de gobiernos de Felipe González en los que todos los ministros fueron hombres. Fue diputada en el Congreso de 1989 a 2004 y posteriormente y hasta 2012 directora de la Fundación Carolina.

## Biografía
Nació en Ronda (Málaga) y pasó su niñez y adolescencia en Jaén.
Licenciada en Ciencias Políticas por la Universidad Complutense de Madrid (1971). De 1971 a 1984 fue profesora de Estructura Social Contemporánea y Sociología de la Familia en la Facultad de Ciencias Políticas y Sociología de Madrid.
En la administración pública ingresó en el cuerpo especial de Economistas de la AISS prestando servicio en distintos departamentos del Ministerio de Trabajo y del Ministerio de la Presidencia (1971-1983).
En 1978 se incorporó al gabinete de estudios sociológicos de la Secretaría General Técnica del Ministerio de Trabajo.  
Especialista en temas electorales, en 1980 empezó a trabajar en el Centro de Investigaciones Sociológicas como asesora del gabinete técnico. En 1983 fue nombrada jefa del gabinete y el 11 de marzo de 1987 asumió la dirección sucediendo en el cargo a Julián Santamaría y convirtiéndose en la primera mujer al frente del CIS.

### Trayectoria institucional y política
El 12 de julio de 1988 Felipe González la llamó para que asumiera el cargo de Ministra Portavoz del Gobierno en la III Legislatura. Ella y Matilde Fernández fueron las dos primeras mujeres en pertenecer a un gobierno socialista de España. Era el cuarto gobierno, un avance ante la ausencia de mujeres de los gobiernos de Felipe González previos -6 años de mandato-, pero lejos de la cuota del 25 por ciento que acababa de aprobar el XXXI Congreso en enero de 1988. Cuando asumió el ministerio Rosa Conde no estaba afiliada al PSOE aunque su vida de estudiante y profesional estaba ligada a la izquierda. Se afilió en 1990.
En el libro "Yo fui ministra" Conde explica que su valedor para el cargo fue el entonces vicepresidente Alfonso Guerra. Con el tiempo se convirtió en una de las colaboradoras más estrechas del Presidente Felipe González.
En julio de 1993 abandonó el gobierno y hasta 1996 ocupó la Secretaría General de la Presidencia del Gobierno. 
Fue elegida diputada en las listas del PSOE por Jaén en las legislaturas IV y V y por Madrid en las legislaturas VI y VII (1989-2004).
En su actividad privada fue directora general de Noxa Consulting (2001-2004) empresa especializada en la realización de estudios de opinión y sondeos electorales y miembro del Advisory Board de Accenture.
De 2004 hasta marzo de 2012 asumió la dirección de la Fundación Carolina, una organización financiada con dinero público y entidades privadas, dedicada a la promoción de relaciones culturales y cooperación en materia educativa y científica entre España e Iberoamérica.
En la actualidad es vocal asesora del Centro de Estudios Políticos y Constitucionales del Ministerio de la Presidencia.

### Debate sobre las cuotas
El hecho de que Rosa Conde fuera una de las dos primeras mujeres que formaron parte de un gobierno socialista la situó de lleno en el debate que algunas feministas del Partido Socialista Obrero Español (PSOE) forzaron en el interior del partido sobre la ausencia de mujeres en los espacios de representación política y en las instituciones. En aquel momento Rosa Conde se posicionó en contra de las cuotas públicamente frente a Matilde Fernández, que también se incorporó al gabinete de González, una de las promotoras de la campaña feminista interna del PSOE que logró que en 1990 en 32 Congreso Federal del PSOE no solo aprobara la creación de una cuota de participación forzosa de un 25% de mujeres en los cargos orgánicos e institucionales, sino que se creara también una secretaría del área de la mujer.
Años más tarde, sin embargo, Rosa Conde rectificó su posición y participó en numerosos actos defendiendo públicamente la cuota.

## Publicaciones
- Iberoamérica en la hora de la igualdad (2010). Rosa Conde, Isabel Martínez, Amelia Valcárcel (eds.)[8]
- El momento político de América Latina. (2011) Enrique V.Iglesias, Rosa Conde y Gustavo Suárez Pertierra (eds)
- Cambio político, desafección y elecciones en América Latina (2015) Rosa Conde e Isabel Wences (eds.) ISBN 978-84-259-1682-3. Centro de Estudios Políticos y Constitucionales.[9]